# Ваљадени (Караш-Северин)
Ваљадени (рум. Valeadeni) насеље је у Румунији у округу Караш-Северин у општини Бребу. Oпштина се налази на надморској висини од 263 m.

## Прошлост
По "Румунској енциклопедији" место се први пут помиње 1548. године. Године 1640. спахија је био Никола Тот. По одласку Турака 1717. године у насељу је било 32 куће. Православна богомоља је грађена у првој половини 19. века.
Аустријски царски ревизор Ерлер је 1774. године констатовао да место припада Букошничком округу, Карансебешког дистрикта. Становништво је било претежно влашко.

## Становништво
Према подацима из 2002. године у насељу је живело 291 становника.

### Попис2002.
| Расподела становништва по националности 2002.‍ | Расподела становништва по националности 2002.‍ | Расподела становништва по националности 2002.‍ | Расподела становништва по националности 2002.‍ | Расподела становништва по националности 2002.‍ |
| --------------------------------------------- | --------------------------------------------- | --------------------------------------------- | --------------------------------------------- | --------------------------------------------- |
|                                               |                                               |                                               |                                               |                                               |
| Румуни                                        | Румуни                                        |                                               | 280                                           | 97,9%                                         |
| Роми                                          | Роми                                          |                                               | 6                                             | 2,1%                                          |